# Reiner Alhaus
Reiner Alhaus (* 27. Dezember 1955) ist ein ehemaliger deutscher Fußballspieler.

## Sportlicher Werdegang
Alhaus entstammt der Jugend des Wuppertaler SV Borussia. Von dort wechselte er zum BV Lüttringhausen, für den er im Amateurbereich antrat. 1976 stieg er mit dem Klub in die viertklassige Landesliga Niederrhein auf, aus der der Klub im Zuge der Einführung der Oberliga Nordrhein 1978 in die Verbandsliga Niederrhein aufstieg.
Alhaus hatte sich dabei höherklassig einen Namen gemacht und wurde 1978 vom MSV Duisburg in die Bundesliga geholt. Anfangs in der Startformation konnte sich der Offensivspieler jedoch gegen die Konkurrenz um Herbert Büssers, Ronald Worm und Kurt Jara nicht durchsetzen und kam unter Trainer Rolf Schafstall meistens als Einwechselspieler zum Einsatz. Seinen einzigen Ligatreffer erzielte er anlässlich eines 4:4-Unentschiedens gegen den SV Darmstadt 98.
Nach einer Spielzeit wechselte Alhaus zu den Stuttgarter Kickers in die 2. Bundesliga. In der Südstaffel des Unterhauses etablierte er sich über weite Strecken der Spielzeit an der Seite von Karl Allgöwer, Werner Nickel und Uwe Dreher als Stammkraft und bestritt in seiner ersten Saison 36 der 42 Pflichtspiele. Auch anfangs der folgenden Spielzeit unter Trainer Hans-Dieter Roos noch Stammkraft saß er nach einem Trainerwechsel, als Slobodan Čendić die Mannschaft übernahm, hauptsächlich auf der Ersatzbank. Kurz nach Beginn der Spielzeit 1981/82 verließ er daher den Klub und verdingte sich fortan beim SV Fellbach im Amateurfußball und trat als Prominentenspieler bei Benefizspielen in Erscheinung.
Nach seinem Karriereende blieb Alhaus dem Fußballsport als Trainer verbunden. Im Großraum Stuttgart war er für verschiedene Amateurvereine tätig.